# 菲利卡公园站
菲利公園站（羅馬化：Filyovsky Park）是莫斯科地鐵菲利線的一個車站，開通於1961年。

## 外部連結
- metro.ru （页面存档备份，存于）
- mymetro.ru
- KartaMetro.info — Station location and exits on Moscow map (English/Russian)